# Dualshock 4
És el comandament sense fils que et permet utilitzar la PlayStation 4. Aquest ha significat una revolució per als comandaments de consoles.

## Història
El comandament va sortir al mercat al mateix temps que la consola, és a dir, el 15 de novembre de 2013.

## Innovacions
Aquest dispositiu va permetre fer un avanç històric amb el tema de les consoles, ja que es va començar a poder escoltar l'àudio de la consola per un connector jack que incorpora el comandament.
També s'hi va incorporar un panell tàctil amb el qual es poden fer accions dins la plataforma molt més ràpidament.
Es va incorporar una barra lluminosa per a poder distingir els diferents jugadors, ja que cadascú té un color diferent, i alhora fer-lo més estètic.
És compatible també per a PC, ja que pots obtenir un adaptador sense fils que et permet poder jugar-hi amb aquest.

## Especificacions tècniques

### Dimensions externes
- 161 mm x 57mm x 100 mm (ample x alt x profund)

(exclou la projecció de major grandària)
- Pes: Aprox. 210 g

- Tecles / interruptors: Botó PS, botó SHARE, botó OPTIONS, botons d'adreça (a dalt/a baix/esquerra/dreta), botons d'acció (triangle, cercle, ics i quadrat), botons R1/L1/R2/L2, joystick esquerre/botó L3, joystick dret/botó R3, botó del panell tàctil

- Panell tàctil de 2 punts, mecanisme de clic i tipus capacitiu

- Sensor de moviment: Sistema de detecció de moviment de 6 eixos (giroscopi de tres eixos, acceleròmetre de tres eixos)

Altres funcions: Escombrat de llum, vibració i altaveu mico integrat.
- Ports	USB (Micro B), port d'extensió i connector per a auriculars estèreo

### Especificacions de senyal
Bluetooth® 2.1+EDR. Classe USB HID, classe d'àudio USB

### Bateria
Bateria recarregable d'ió-liti integrada. DC 3,65 V, 1000 mAh.